# Offenbacher Fußball-Club Kickers 1901 2011-2012
Questa voce raccoglie le informazioni riguardanti l'Offenbacher Fußball-Club Kickers 1901 nelle competizioni ufficiali della stagione 2011-2012.

## Stagione
Nella stagione 2011-2012 il Kickers Offenbach, allenato da Arie van Lent, concluse il campionato di 3. Liga all'8º posto.

## Rosa
| N. |                                 | Ruolo | Calciatore            |
| -- | ------------------------------- | ----- | --------------------- |
| 2  | Germania (bandiera)             | D     | Maximilian Ahlschwede |
| 3  | Germania (bandiera)             | D     | Marc Stein            |
| 4  | Germania (bandiera)             | D     | Markus Husterer       |
| 5  | Germania (bandiera)             | D     | Stefan Kleineheismann |
| 7  | Germania (bandiera)             | A     | Pascal Testroet       |
| 8  | Bosnia ed Erzegovina (bandiera) | C     | Sead Mehic            |
| 9  | Germania (bandiera)             | A     | Thomas Rathgeber      |
| 10 | Brasile (bandiera)              | C     | Elton da Costa        |
| 11 | Germania (bandiera)             | C     | Markus Hayer          |
| 13 | Germania (bandiera)             | D     | Christopher Lamprecht |
| 14 | Germania (bandiera)             | C     | Lars Bender           |
| 15 | Germania (bandiera)             | C     | André Hahn            |
| 16 | Germania (bandiera)             | P     | Daniel Endres         |
| 17 | Guatemala (bandiera)            | D     | Stefano Cincotta      |
| 18 | Germania (bandiera)             | C     | Daniel Henrich        |

| N. |                     | Ruolo | Calciatore         |
| -- | ------------------- | ----- | ------------------ |
| 19 | Germania (bandiera) | C     | Nicolas Feldhahn   |
| 20 | Germania (bandiera) | C     | Jannik Sommer      |
| 21 | Germania (bandiera) | D     | Christian Telch    |
| 22 | Germania (bandiera) | C     | Baris Odabas       |
| 23 | Germania (bandiera) | D     | Marcel Lenz        |
| 24 | Germania (bandiera) | C     | André Fliess       |
| 25 | Germania (bandiera) | P     | Maurice Paul       |
| 26 | Germania (bandiera) | A     | Kai Hesse          |
| 27 | Germania (bandiera) | C     | Daniel Gunkel      |
| 28 | Germania (bandiera) | P     | Robert Wulnikowski |
| 29 | Germania (bandiera) | D     | Daniel Dziwniel    |
| 30 | Germania (bandiera) | A     | Stefan Vogler      |
| 31 | Germania (bandiera) | C     | Matthias Schwarz   |
| 32 | Germania (bandiera) | D     | Stefano Maier      |
| 34 | Iran (bandiera)     | A     | Amir Shapourzadeh  |

## Organigramma societario
Area tecnica
- Allenatore: Arie van Lent
- Allenatore in seconda: Manfred Binz, Tobias Dudeck
- Preparatore dei portieri: René Keffel
- Preparatori atletici:

## Calciomercato

### Sessione estiva
| Acquisti | Acquisti              | Acquisti              | Acquisti |
| R.       | Nome                  | da                    | Modalità |
| -------- | --------------------- | --------------------- | -------- |
| D        | Marc Stein            | FSV Francoforte       |          |
| A        | Stefan Vogler         | Greuther Fürth        |          |
| C        | Lars Bender           | Coblenza              |          |
| D        | Daniel Dziwniel       | Kickers Offenbach U19 |          |
| C        | André Fliess          | Kickers Offenbach U19 |          |
| C        | André Hahn            | Coblenza              |          |
| D        | Stefan Hickl          | FSV Francoforte       |          |
| D        | Stefan Kleineheismann | Greuther Fürth II     |          |
| A        | Pascal Testroet       | Werder Brema          |          |

| Cessioni | Cessioni           | Cessioni             | Cessioni |
| R.       | Nome               | a                    | Modalità |
| -------- | ------------------ | -------------------- | -------- |
| C        | Denis Berger       | Bochum               |          |
| D        | Joel Damahou       | Bnei Sakhnin         |          |
| D        | Daniel Goldschmitt | Kickers Offenbach II |          |
| C        | Steffen Haas       | Karlsruhe            |          |
| D        | Alexander Huber    | FSV Francoforte      |          |
| C        | Marius Laux        | Saarbrücken          |          |
| A        | Olivier Occéan     | Greuther Fürth       |          |
| A        | Noyan Öz           | FSV Francoforte II   |          |
| D        | Nils Teixeira      | FSV Francoforte      |          |
| A        | José Vunguidica    | Preußen Münster      |          |
| P        | Tobias Wolf        | Kickers Offenbach II |          |

### Sessione invernale
| Acquisti | Acquisti              | Acquisti          | Acquisti |
| R.       | Nome                  | da                | Modalità |
| -------- | --------------------- | ----------------- | -------- |
| D        | Maximilian Ahlschwede | Arminia Bielefeld |          |

| Cessioni | Cessioni     | Cessioni           | Cessioni |
| R.       | Nome         | a                  | Modalità |
| -------- | ------------ | ------------------ | -------- |
| D        | Stefan Hickl | FSV Francoforte II |          |

## Risultati

### 3. Liga

#### Girone di andata
| Arbitro: | Brych |

|                                         |           |              |
| Schnatterer 63’ (rig.) Tausendpfund 71’ | Marcatori | 29’ Testroet |

| Arbitro: | Blos |

|                               |           |  |
| Testroet 69’ Costa 90’ (rig.) | Marcatori |  |

| Arbitro: | Kempter |

|                  |           |                                             |
| Costa 40’ (rig.) | Marcatori | 7’, 77’ Avdić 50’ Bigalke 82’ Niederlechner |

| Arbitro: | Schmidt |

|                              |           |  |
| Tüting 30’ Garbuschewski 86’ | Marcatori |  |

| Arbitro: | Osmers |

|          |           |  |
| Hahn 54’ | Marcatori |  |

| Arbitro: | Steinhaus-Webb |

|           |           |                           |
| Fries 25’ | Marcatori | 44’ (rig.) Costa 77’ Hahn |

| Arbitro: | Wingenbach |

|              |           |                        |
| Testroet 82’ | Marcatori | 90’ (rig.) Stroh-Engel |

| Arbitro: | Dietz |

|  |           |                                           |
|  | Marcatori | 11’ Testroet 16’, 76’ Costa 31’ Lamprecht |

| Arbitro: | Siewer |

|                      |           |  |
| Vogler 68’ Hesse 86’ | Marcatori |  |

| Arbitro: | Brand |

|              |           |  |
| Kotuljac 74’ | Marcatori |  |

| Arbitro: | Dittrich |

|                         |           |           |
| Husterer 19’ Vogler 83’ | Marcatori | 40’ Grech |

| Darmstadt 2 ottobre 2011, ore 14:00 CEST 12ª giornata | Darmstadt | 0 – 0 referto | Kickers Offenbach | Stadion am Böllenfalltor (15 000 spett.)\| Arbitro: \| Drees \| |
| Arbitro:                                              | Drees     |               |                   |                                                                 |

| Arbitro: | Winkmann |

|  |           |                |
|  | Marcatori | 82’ Rzatkowski |

| Arbitro: | Aytekin |

|                                     |           |           |
| Herzig 68’ Bouhaddouz 73’ Salem 90’ | Marcatori | 43’ Hesse |

| Arbitro: | Rafati |

|                              |           |            |
| Mehic 21’ (rig.), 85’ (rig.) | Marcatori | 11’ Müller |

| Erfurt 5 novembre 2011, ore 14:00 CET 16ª giornata | Rot-Weiß Erfurt | 0 – 0 referto | Kickers Offenbach | Steigerwaldstadion (6 441 spett.)\| Arbitro: \| Cortus \| |
| Arbitro:                                           | Cortus          |               |                   |                                                           |

| Arbitro: | Steinhaus-Webb |

|                        |           |                       |
| Hesse 49’ Testroet 65’ | Marcatori | 34’ Adler 71’ Glasner |

| Arbitro: | Schriever |

|                          |           |              |
| Ziemer 15’ Laux 24’, 44’ | Marcatori | 85’ Husterer |

| Arbitro: | Blos |

|                                      |           |  |
| Husterer 27’ Vogler 54’ Cincotta 84’ | Marcatori |  |

#### Girone di ritorno
| Arbitro: | Unger |

|         |           |           |
| Ulm 49’ | Marcatori | 12’ Hesse |

| Arbitro: | Cortus |

|           |           |  |
| Costa 18’ | Marcatori |  |

| Arbitro: | Bandurski |

|                         |           |  |
| Bigalke 47’ (rig.), 64’ | Marcatori |  |

| Arbitro: | Fischer |

|  |           |                     |
|  | Marcatori | 23’ (aut.) Husterer |

| Arbitro: | Beitinger |

|              |           |              |
| Schiller 45’ | Marcatori | 58’ Testroet |

| Arbitro: | Jablonski |

|           |           |          |
| Hesse 90’ | Marcatori | 8’ Ramaj |

| Arbitro: | Dietz |

|  |           |            |
|  | Marcatori | 68’ Vogler |

| Arbitro: | Seidel |

|                                           |           |  |
| Testroet 10’ Kleineheismann 47’ Hesse 75’ | Marcatori |  |

| Stoccarda 3 marzo 2012, ore 14:00 CET 28ª giornata | Stoccarda II | 0 – 0 referto | Kickers Offenbach | Gazi-Stadion auf der Waldau (650 spett.)\| Arbitro: \| Rohde \| |
| Arbitro:                                           | Rohde        |               |                   |                                                                 |

| Arbitro: | Stegemann |

|                                     |           |  |
| Rathgeber 80’ Hahn 82’ Cincotta 90’ | Marcatori |  |

| Arbitro: | Brand |

|                          |           |               |
| Lechleiter 36’ Traut 47’ | Marcatori | 68’ Rathgeber |

| Arbitro: | Gräfe |

|           |           |               |
| Hesse 55’ | Marcatori | 39’ Zimmerman |

| Arbitro: | Beitinger |

|               |           |                  |
| Rzatkowski 6’ | Marcatori | 85’ (rig.) Costa |

| Arbitro: | Siebert |

|  |           |                           |
|  | Marcatori | 61’ Mintzel 63’ Wohlfarth |

| Arbitro: | Alt |

|                   |           |                              |
| Schweinsteiger 7’ | Marcatori | 19’, 49’ Hayer 84’ Rathgeber |

| Arbitro: | Willenborg |

|                          |           |  |
| Vogler 34’ Rathgeber 83’ | Marcatori |  |

| Arbitro: | Metzen |

|                               |           |                               |
| Mokhtari 53’ (rig.) Grübl 85’ | Marcatori | 7’ Hayer 21’ Vogler 90’ Mehic |

| Arbitro: | Kampka |

|                        |           |                               |
| Hesse 24’ Husterer 85’ | Marcatori | 9’ Kohler 69’ Sökler 88’ Laux |

| Arbitro: | Dittrich |

|                  |           |  |
| Kühne 20’ (rig.) | Marcatori |  |

## Statistiche

### Statistiche di squadra
| Competizione | Punti | In casa | In casa | In casa | In casa | In casa | In casa | In trasferta | In trasferta | In trasferta | In trasferta | In trasferta | In trasferta | Totale | Totale | Totale | Totale | Totale | Totale | DR |
| Competizione | Punti | G       | V       | N       | P       | Gf      | Gs      | G            | V            | N            | P            | Gf           | Gs           | G      | V      | N      | P      | Gf     | Gs     | DR |
| ------------ | ----- | ------- | ------- | ------- | ------- | ------- | ------- | ------------ | ------------ | ------------ | ------------ | ------------ | ------------ | ------ | ------ | ------ | ------ | ------ | ------ | -- |
| 3. Liga      | 55    | 19      | 10      | 4       | 5       | 29      | 18      | 19           | 5            | 6            | 8            | 20           | 23           | 38     | 15     | 10     | 13     | 49     | 41     | +8 |
| Totale       | 55    | 19      | 10      | 4       | 5       | 29      | 18      | 19           | 5            | 6            | 8            | 20           | 23           | 38     | 15     | 10     | 13     | 49     | 41     | +8 |

### Andamento in campionato
| Giornata  | 1  | 2 | 3  | 4  | 5  | 6  | 7  | 8 | 9 | 10 | 11 | 12 | 13 | 14 | 15 | 16 | 17 | 18 | 19 | 20 | 21 | 22 | 23 | 24 | 25 | 26 | 27 | 28 | 29 | 30 | 31 | 32 | 33 | 34 | 35 | 36 | 37 | 38 |
| --------- | -- | - | -- | -- | -- | -- | -- | - | - | -- | -- | -- | -- | -- | -- | -- | -- | -- | -- | -- | -- | -- | -- | -- | -- | -- | -- | -- | -- | -- | -- | -- | -- | -- | -- | -- | -- | -- |
| Luogo     | T  | C | C  | T  | C  | T  | C  | T | C | T  | C  | T  | C  | T  | C  | T  | C  | T  | C  |    | T  | T  | C  | T  | C  | T  | C  | T  | C  | T  | C  | T  | C  | T  | C  | T  | C  | T  |
| Risultato | P  | V | P  | P  | V  | V  | N  | V | V | P  | V  | N  | P  | P  | V  | N  | N  | P  | V  |    | N  | P  | P  | N  | N  | V  | V  | N  | V  | P  | N  | N  | P  | V  | V  | V  | P  | P  |
| Posizione | 15 | 8 | 14 | 16 | 14 | 10 | 11 | 6 | 3 | 3  | 3  | 5  | 7  | 9  | 6  | 5  | 8  | 10 | 6  | 8  | 5  | 8  | 10 | 11 | 11 | 9  | 7  | 8  | 6  | 8  | 8  | 8  | 8  | 8  | 7  | 4  | 6  | 8  |

Legenda:

Luogo: C = Casa; T = Trasferta. Risultato: V = Vittoria; N = Pareggio; P = Sconfitta.

### Statistiche dei giocatori
| M. Ahlschwede     | 3  | 0 | 1  | 0 |
| L. Bender         | 30 | 0 | 0  | 1 |
| S. Cincotta       | 19 | 2 | 2  | 0 |
| E. Costa          | 24 | 7 | 5  | 0 |
| D. Dziwniel       | 4  | 0 | 0  | 0 |
| D. Endres         | 3  | 0 | 0  | 0 |
| N. Feldhahn       | 14 | 0 | 4  | 0 |
| A. Fliess         | 2  | 0 | 0  | 0 |
| D. Gunkel         | 4  | 0 | 0  | 0 |
| A. Hahn           | 31 | 3 | 5  | 0 |
| M. Hayer          | 18 | 3 | 2  | 0 |
| D. Henrich        | 6  | 0 | 0  | 0 |
| K. Hesse          | 36 | 8 | 2  | 0 |
| S. Hickl          | 15 | 0 | 4  | 0 |
| M. Husterer       | 35 | 4 | 10 | 0 |
| P. Hörst          | 0  | 0 | 0  | 0 |
| S. Kleineheismann | 33 | 1 | 7  | 0 |
| C. Lamprecht      | 18 | 1 | 5  | 1 |
| M. Lenz           | 17 | 0 | 1  | 0 |
| S. Maier          | 2  | 0 | 0  | 0 |
| S. Mehic          | 36 | 3 | 4  | 0 |
| B. Odabas         | 1  | 0 | 0  | 0 |
| M. Paul           | 1  | 0 | 0  | 0 |
| T. Rathgeber      | 13 | 4 | 2  | 0 |
| M. Schwarz        | 26 | 0 | 1  | 0 |
| A. Shapourzadeh   | 8  | 0 | 2  | 0 |
| J. Sommer         | 0  | 0 | 0  | 0 |
| M. Stein          | 33 | 0 | 8  | 0 |
| C. Telch          | 6  | 0 | 0  | 0 |
| P. Testroet       | 21 | 7 | 3  | 0 |
| S. Vogler         | 33 | 6 | 0  | 0 |
| R. Wulnikowski    | 36 | 0 | 1  | 0 |